# Аліса Вайдель
Аліса Елізабет Вайдель (нім. Alice Elisabeth Weidel; нар. 6 лютого 1979, Гютерсло) — німецька політична діячка і консультантка в галузі управління. Разом з Александером Гауландом була провідною кандидаткою від євроскептичної партії «Альтернатива для Німеччини» на виборах до Бундестагу 2017 року.

## Біографія

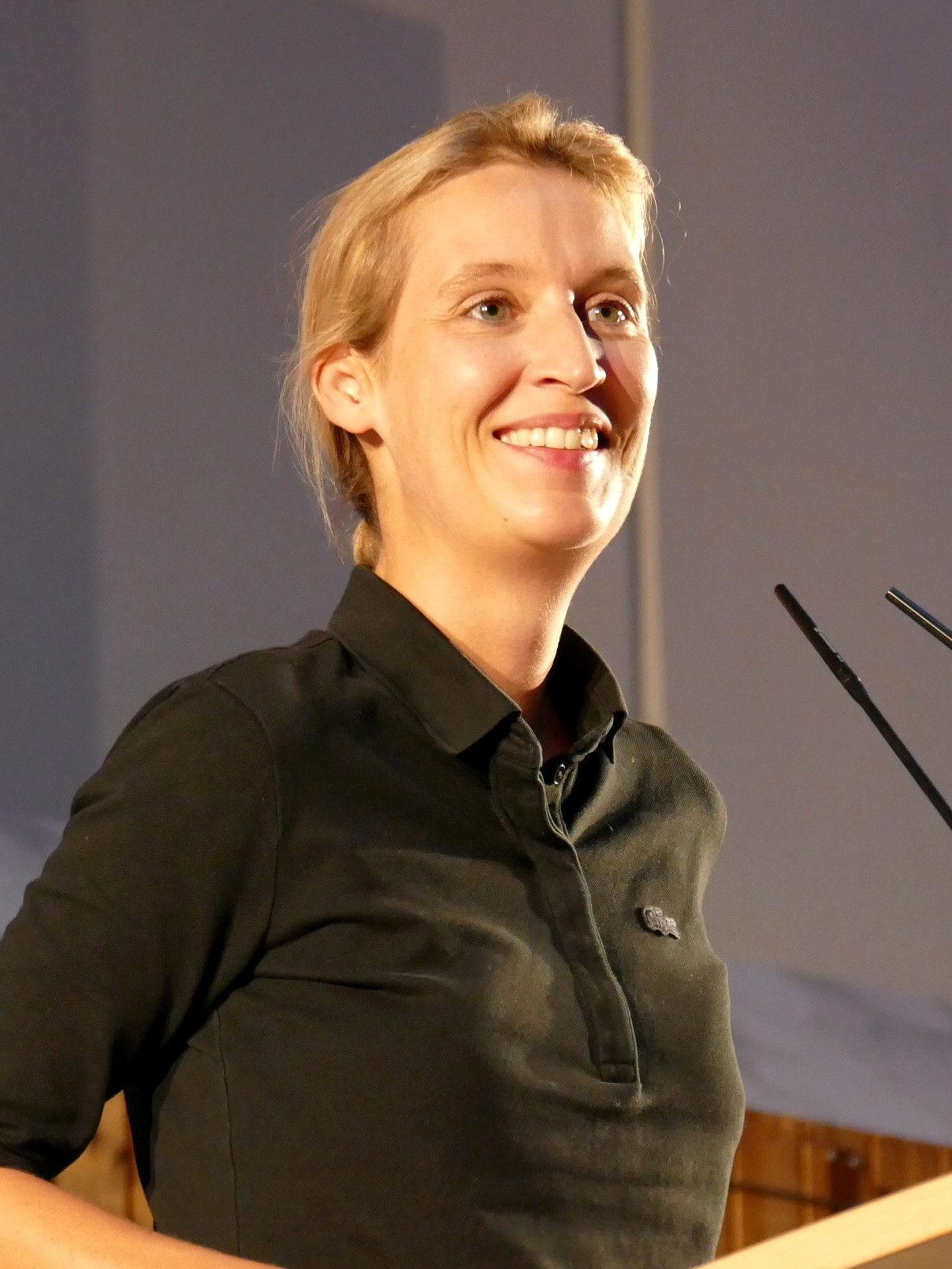
Аліс Вайдель

Виросла у Ферсмольді, вивчала економіку в Байройтському університеті. Потім вступила до аспірантури в цьому ж університеті й здобула докторський ступінь у галузі міжнародного розвитку у 2011 році.
Вайдель працювала в Goldman Sachs, а потім перейшла на роботу до Allianz Global Investors. Наприкінці 2000-х вона працювала в the Bank of China, проживши 6 років у Китаї. Після звільнення з Bank of China два роки працювала у фірмі «Heristo», яка займалася постачанням їжі для тварин. З 2014 року Вайдель є фрилансеркою в галузі ділового консалтингу.
Вступила до партії «Альтернатива для Німеччини» (АДН, AfD) 2012 року, у квітні 2017 року була обрана співголовою партії.

### Особисте життя
Вайдель є відкритою лесбійкою, знаходиться у громадянському партнерстві із Сарою Боссард, швейцарською кінопродюсеркою шрі-ланкійського походження. Разом вони виховують двох дітей. Володіє китайською мовою.